# 直井研二
直井 研二 ( )  オペラ 演出家
栃木県塩谷郡塩谷村（現塩谷町）東房出身。1950年9月30日、父米一、母マサヱの次男として生まれる。
中学校2学年と3学年の時、TBSラジオ「こども音楽コンクール」独唱重唱の部で二年連続日本一となり、その偉業を称えられ、作曲家、山田耕作賞を授与される。
須賀学園（現在の宇都宮短期大学付属高等学校）音楽科の田淵教諭に気に入られ、縁あって、同高校に入学する。それまで楽器という楽器は習ったことがなく、高校入学後ピアノを猛勉強。当時大変だったと後に語っている。
東京藝術大学音楽学部声楽科に現役合格。声楽家の道へ進むのかと思われたが、大学時代に演出の魅力にひかれ、その道に進もうと思うようになった。
1972 年東京藝術大学音楽学部声楽科卒業。
1973 年NHK主催イタリア歌劇団公演の演出助手を皮切りに今日まで数多くの舞台に従事する。
1981 年には文化庁派遣芸術家在外研修員としてウィーン国立歌劇場とニューヨーク・メトロポリタン歌劇場でオペラ研修を行う。演出作品は聴視覚のバランスのとれた空間設定と舞台構成の明快さに定評がある。演出作品には数多くの海外の作品や初演を含む邦人作品が多数ある。
また栃木県民オペラ他、全国各地のオペラ団体に長年貢献し、三菱UFJ信託音楽賞や佐川吉男音楽賞奨励賞等を複数回受賞している。 
東京藝術大学では、1977 年から後進の指導とオペラ定期公演の演出と制作に携わる。
美術学部との共同制作によるラヴェル作曲《スペインの時》《子供と呪文》、松下功作曲《遣唐使》等をはじめ、2018 年の《魔笛》まで多くの定期公演を演出した。
学外連携公演や特別公演などを積極的に行い、各地域の文化振興・活性化の面でも寄与してきた。
藝大の他に東京学芸大学、桐朋学園大学、二期会オペラスタジオでの指導をしてきた。
海外では、イギリス、イスラエルでのバレエ公演や、豪州キャンベラ大学、中国西安市の国立陝西師範大学、国立台湾師範大学でもオペラの指導と演出を行ってきた。
栃木県内の活動では、県民オペラで1981年から20年余にわたり《蝶々夫人》《那須与一》《日光》などを多数演出。
宇都宮短期大学では、シティライフ学部開設記念特別演奏会や創立40周年記念宇短大祭オペラ《泣いた赤鬼》、栃木県地域文化芸術振興プラン推進事業《悠久の時空を超えて》、創立50周年プレイベント/平成26年度「彩音祭」メインステージ《椿姫》などを演出している。
また同学園内で、実践を活かした「音楽キャリア講座」も担当し、附属高校では、2年生の藝大見学のコーディネートや特別授業「オペラ講習会」の講師を務める。 現在、宇都宮短期大学音楽科・同附属高等学校音楽科特別講師として後進の指導に当たる傍ら、フリーのオペラ演出家として活動している。